# Francisco Fernández de Córdoba, abad de Rute
D. Francisco Fernández de Córdoba (Baena, ¿1565?, Rute, 26 de julio de 1626), conocido como el abad de Rute, fue un destacado humanista español del Siglo de Oro. Amigo y paisano de D. Luis de Góngora, se ilustró como acérrimo defensor del poeta y de su gran poema de las Soledades.

## Orígenes familiares
Nació en Baena, ducado de su familia y perteneciente a la gran Casa de Cabra, fundada por D. Pedro Fernández de Córdoba, II. señor de aquella villa, ayo del rey D. Enrique IV e hijo segundo del mariscal de Castilla, D. Diego Fernández de Córdoba, I. señor de Baena, y D ª Sancha García de Rojas. D. Diego fundó el mayorazgo en su hijo D. Pedro, cuyo hijo mayor, también llamado Diego, sería el III. señor de Baena y el primer conde de Cabra. El IV conde de Cabra, D. Luis Fernández de Córdoba, contrajo matrimonio con D ª Elvira, hija del Gran Capitán y segunda duquesa de Sessa.

El abad fue nieto de D. Pedro de Córdoba, señor de la Zubia, hermano del yerno del Gran Capitán, caballero de la Orden de Santiago y maestresala de la emperatriz reina D ª Isabel. D. Pedro de Córdoba se casó con una dama portuguesa, D ª Felipa Enríquez. De este matrimonio nacieron tres hijos: D. Diego, quien falleció siendo niño, D. Luis y D ª Ana Fernández de Córdoba. El padre del abad de Rute, D. Luis Fernández de Córdoba y Enríquez, señor de la Zubia y de la Taha de Órgiva, conocido como "el bárbaro", contrajo matrimonio con D ª Francisca Fernández de Córdoba y Zapata, su prima hermana. De este matrimonio nacieron cuatro hijos, de los cuales tres murieron jóvenes, y solo quedó D. Juan Fernández de Córdoba, quien continúa la línea y es hermanastro del abad de Rute. Él fue hijo ilegítimo de D. Luis (Historia Genealógica y Heráldica de la Monarquía Española de D. Francisco Fernández de Bethencourt, vol. VII, p. 163.) y de D ª María de la Cruz, natural de Baena y al servicio de este. Nació D. Francisco Fernández de Córdoba y su madre se fue a vivir en un monasterio de Córdoba por orden de D. Luis Fernández de Córdoba. Sin embargo, el abad habla con entusiasmo de su padre, quien también fue valiente caballerizo mayor al lado de D. Juan de Austria en la batalla de Lepanto.

Se distinguieron los antepasados paternos del abad por su valor en el combate y brillaron por su papel como constructores, especialmente en la ciudad de Granada, donde se edificó el monasterio de San Jerónimo para honrar los restos y la gloria del Gran Capitán. La historia familiar y la historia local marcaron la labor intelectual del abad de Rute, tanto en su obra Historia de la ciudad de Córdoba y origen de la Casa de Alcaudete como en el Inventario del archivo capitular de la catedral de Córdoba.

## Formación y cargos
El padre del abad de Rute atendía su morada en Granada y una finca en La Zubia. Construyó otra casa en Loja y la capilla de San Francisco en Granada que dejó sin terminar. Aparte de la capilla cuya construcción fue más tardía, fueron probablemente lugares por donde pasó D. Francisco parte de su juventud granadina. Su entrañable amistad con D. Luis de Góngora se remontaría a los años juveniles en los que éste visitó por primera vez la ciudad granadina.
2.1. Estancia en Roma 1590-?1604
En Roma, D. Francisco Fernández de Córdoba formó parte de la servidumbre de D. Antonio Fernández de Córdoba, V. duque de Sessa, primo segundo suyo y embajador español ante la Santa Sede entre el 21 de junio de 1590 y el año 1604. Durante su estancia romana, D. Francisco Fernández de Córdoba profundizó sus conocimientos en literatura italiana y latina y presenció polémicas literarias, como la que se desarrolló en torno al Pastor fido de Guarini, en 1586-1594.
2.2. Cargos eclesiásticos
El cargo de la abadía de Rute formaba parte del patrimonio familiar y entraba en la sucesión del V. duque de Sessa. Su segundo hijo, D. Fernando de Córdoba, tenía el título de abad mayor y señor de Rute y, con él, los beneficios abaciales. Así, mediante la protección del V. duque de Sessa, D. Francisco recibió el cargo de abad de Rute con derecho a la sucesión de D. Fernando, el abad mayor, y compartía con él los frutos de la abadía fundada allí por los condes de Cabra.
D. Francsico Fernández de Córdoba no gozó nunca del título completo ni, por consiguiente, de las rentas aferentes ya que murió antes de D. Fernando de Córdoba. Pero, como era al mismo tiempo racionero de la catedral de Córdoba, como el mismo Góngora, recibía otras prebendas para vivir.

## Final de su vida
En sus últimos años, D. Francisco dejó las cuestiones literarias y se dedicó a su trabajo de historiador en su Historia de la ciudad de Córdoba y origen de la Casa de Alcaudete, que dejó sin terminar. Murió el 26 de julio de 1626, en Rute.

## Obras
Epitafio latino para el sepulcro del obispo Pascual, 1607
Soneto en lengua toscana1608
Dedicado al libro Antigüedad y Excelencias de Granada, del Licenciado granadino Francisco Bermúdez de Pedraza (1585- 1655), Madrid, ed. Luis Sánchez, 1608.
Soneto en lengua española, 1610
En Francisco de Luque Fajardo, Relación de la Fiesta que se hizo en Sevilla a la Beatificación del glorioso San Ignacio..., Sevilla, 1610.
De Arte Rhetorica dialogi quattuor, P. Francisci de Castro, ex Societate Iesu, Córdoba, ed. Cea Tesa,1611
Contribución a la obra con un soneto en latín.
Parecer de don Francisco de Córdoba acerca de las Soledades a instancia de su autor, 1614
“Edición y comentarios de un texto inédito”, Emilio Orozco, en Filología y crítica hispánica, Homenaje al Profesor F. Sánchez Escribano, ed. A. Porqueras Mayo y C. Rojas, Madrid, ed. Alcalá, Emory University, 1969, pp. 187- 207.
En torno a Góngora, ed. Angel Pariente, Madrid, ediciones Júcar, 1986, pp.25- 49.
Obras completas, Luis de Góngora, II, ed. A. Carreira, Madrid, Biblioteca Castro, 2000, pp. 493- 513.
El 11 de mayo de 1613, después de redactar la Soledad primera, don Luis le manda una copia al insigne Cronista Real, Pedro de Valencia, por el intermedio del caballero cordobés Pedro de Cárdenas y solicita su opinión. Le contesta el humanista el 30 de junio con correcciones que había de efectuar el poeta por el otoño. Se supone que por aquel entonces fue cuando le pidió su parecer a su amigo, Francisco Fernández de Córdoba. El Parecer del abad de Rute abarca la Soledad primera y la Soledad segunda hasta por lo menos el verso 221.
- Didascallia multiplex (1615), obra mencionada por George Borrow, en The Zincali[11]

Francisc0 Fernandii de Cordova Cordubensis, Didascalia multiplex, Nunc primum in lucem emissa. Cum quinque indicibus necessariis, Lugduni, Sumptibus Horatij Cardon, 1615
Obra redactada en latín que se presenta como un recolección de ensayos eruditos que abarcan temas tan diversos como la teoría literaria (cap. XX y XXI en particular) y la historia natural donde se pretende defender un punto de vista, no sólo acumular conocimientos.
Apología del Sr Don Francisco por una décima del autor de las Soledades, ed. E. J. Gates, Documentos gongorinos, México D. F., Colegio de México, 1960, p. 146.
Primera réplica al Antídoto de Jáuregui en torno al término “apologizar”.
Examen del Antídoto, ed. Miguel Artigas, Don Luis de Góngora y Argote, biografía y estudio crítico, Madrid, RAE, 1925, pp. 400- 467.
Discurso apologético, erudito y humorístico a favor del gran poema de las Soledades de Góngora. Contesta a las invectivas del Antídoto contra la pestilente poesía de las Soledades, de Juan de Jáuregui.
Inventario del Archivo capitular de la Catedral de Córdoba
Trabajo de historia archivística.
Los fondos en pergamino comienzan con algunos documentos del año 1236, año en que se reconquista la ciudad por Fernando III el Santo, transcritos en el manuscrito 10, en el que se copiaron varias bulas de Gregorio IX. El fondo de códices, aparte un manuscrito del siglo X y otro del XI, comienza en el siglo XIII y continúa hasta el siglo XVIII. En 1516 ingresa la rica colección de incunables, casi todos ellos procedentes del legado testamentario del obispo don Martín Fernández de Angulo (1510-1516). Esta colección está formada por 600 incunables. La colección de actas capitulares comienza en 1442. De entre los archiveros que han dejado huella en este archivo el Ministerio de Cultura menciona a Francisco Fernández de Córdoba.
Francisco Fernández de Córdoba, Abad de Rute, Historia de la ciudad de Córdoba y origen de la Casa de Alcaudete, Fuente manuscrita, n. 2077 Biblioteca Nacional
Historia y descripción de la antigüedad y Descendencia de la Casa de Cordoua, Córdoba, Real Academia de Córdoba de Ciencias, Bellas Letras y Nobles Artes, 1954.  572 p., 42 p. [2] h. de lám; 25 cm. En la cubierta con la adición de la Casa de Priego de autor anónimo.
Corresponde a una publicación del texto manuscrito precedente, esta Historia también se publicó en el Boletín de la Real Academia de Ciencias y Bellas Letras y Nobles Artes de Córdoba, LXXII (1955), (pág. 102 y ss).